# 澳大利亚联邦宪法第一百一十六条
澳大利亚联邦宪法第一百一十六条禁止澳大利亚联邦议会设立国教或是以法律强加任何宗教仪式或禁止信教自由，还规定不能以宗教考试作为出任联邦政府公职的先决条件。澳大利亚联邦成立前，各英属殖民地召开制宪大会，经过反复磋商和妥协制订联邦宪法，成立澳大利亚联邦。第一百一十六条以美国联邦宪法中的类似规定为基础，但内容上存在缩减，没有限制各州政府制订相应法律。
澳大利亚高等法院对第一百一十六条的解读倾于狭隘，该院对“宗教信仰”的定义广泛而灵活，但对宗教信仰保护范围的理解存在诸多限制。这种做法导致联邦成立以来，澳大利亚法院还没有裁定过任何法律违反宪法第一百一十六条，条文中的规定在澳大利亚联邦宪政史上也基本没有起什么作用。根据高等法院的裁决，无论是政府为宗教办学提供资助，还是授权解散耶和华见证人分会，甚至允许把澳大利亚原住民孩童强制同家人分离的法律，都不违反联邦宪法第一百一十六条。
澳大利亚联邦政府曾于1944和1988年两次为第一百一十六条提出修正案，主要目标是要令其规定同样适用于各州，但均未经公投通过。

## 内容文本
澳大利亚联邦宪法第一百一十六条规定：
联邦不得制定关于建立国教、规定任何宗教仪式或禁止信教自由的法律，不得规定参加宗教考试作为担任联邦公职的资格。
第一百一十六条分为四个部分。其中前三部分禁止联邦议会制订“建立国教”、“规定任何宗教仪式”，以及“禁止信教自由”的法律。第四部分则禁止将参加宗教考试作为担任联邦公职的先决条件。这其中又只有“确立国教”和“禁止信教自由”两部分曾是澳大利亚高等法院辩论的案件焦点:1207。
第一百一十六条属于联邦宪法第五章的组成部分，这一章主要针对州级事务，但第一百一十六条的规定对各州并不适用:1207。澳大利亚每个州都有各自的宪法，只有塔斯马尼亚州的宪法有类似第一百一十六条的规定。多位评论家认为，第一百一十六条放置在第五章实际上是当时负责敲定宪法草案的委员会因疲劳而出现疏忽:1207。

## 缘起

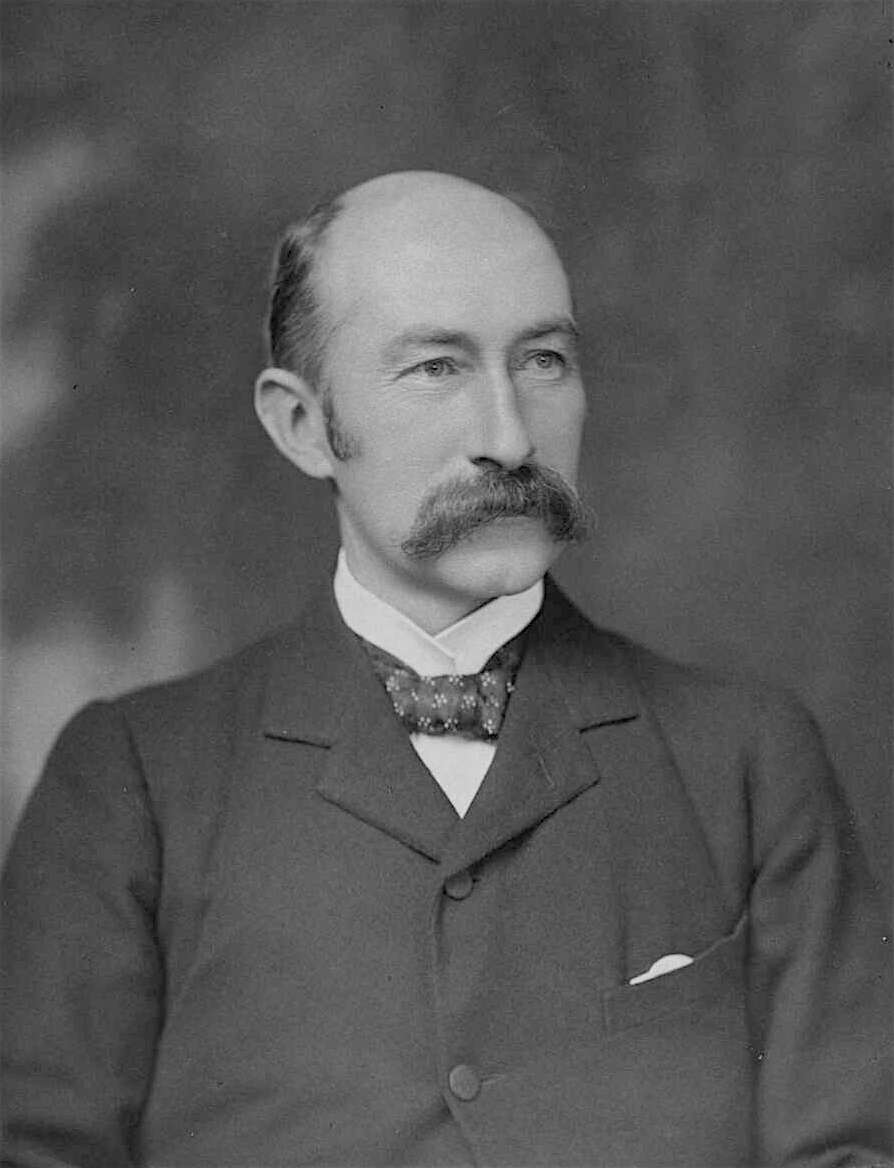
《澳大利亚联邦宪法》第一百一十六条由亨利·伯恩斯·希金斯在联邦成立前的制宪大会上提出。

澳大利亚联邦成立前，各英属殖民地于19世纪90年代多次召开制宪大会，旨在通过宪法建立联邦政府。与会代表的关注重点是联邦议会的经济和立法方面权力，宗教信仰自由和政教分离原则的关注度并不高。:217第一百一十六条的初稿于1891年在墨尔本举行的制宪会议上通过，其内容是禁止各州通过法律压制信教自由，并没有提及联邦政府，因为当时的制宪代表认为联邦议会根本就无权制订这样的法律。1897年，维多利亚州代表亨利·伯恩斯·希金斯（H. B. Higgins）在墨尔本举行的制宪大会上表示，假定联邦议会没有这种权力的想法是靠不住的，他建议把第一百一十六条的限制范围从各州扩大到联邦。希金斯的提议起初未获通过，但在他的争取下，大会最终以25票支持，16票反对通过修正案，第一百一十六条至此定型。为防止与会代表因担心条款规定限制各州立法权而反对，希金斯还将第一百一十六条的内容改成专门针对联邦议会，反而完全没有提及州议会:35–36:220。
1897年的制宪大会和1898年的最后一次制宪大会也都是在墨尔本召开，两次会议上都有代表对联邦宪法第一百一十六条提出异议。新南威尔士州的新教教会要求在宪法中明确“法律的最终根源”是天神意旨，与会代表约翰·奎克（John Quick）和帕特里克·格林（Patrick Glynn）还要求宪法中明确承认上帝存在:218。基督复临安息日会提倡严格的政教分离原则，担心新成立的联邦政府会禁止其教众在周日工作:218–219。争议各方在一定程度上都实现了目标：第一百一十六条在最后一次制宪大会上通过，格林一方也成功将英国法令序言中常见的象征用词“万能的上帝”加入宪法文本:218–220。接下来宪法在六个殖民地各自举行的公投中通过，于1901年1月1日起生效，原有的殖民地也至此成为澳大利亚联邦的州。
第一百一十六条的内容同美利坚合众国宪法中的两个部分基本相同，首先是禁止国会立法“确立国教或禁止信教自由”的第一条修正案，然后是第六条第三款中“决不得以宗教信仰作为担任合众国属下任何官职或公职的必要资格”的规定。1963年，学者克利福德·潘南（Clifford L. Pannam）在评价中称，第一百一十六条是对美国宪法“相当明显的转录”。但在实际应用中，澳大利亚法院对第一百一十六条的解释比美国法院对美国宪法中相应条款的解释要狭义得多:163–164。

## 司法解读
澳大利亚高等法院对宪法第一百一十六条的解读基本局限在三个方面：“宗教”的定义、“建立国教”的含义，以及“禁止信教自由”的含义:1209。条文中禁止“规定任何宗教仪式”和“规定参加宗教考试作为担任联邦公职的资格”两部分尚未经实际案件在高等法院辩论:61。
截至2016年5月，澳大利亚法院尚未裁定任何法律违反宪法第一百一十六条:1228。由于高等法院对第一百一十六条的解读倾向于按字面含义理解、偏于狭义，所以这一条在澳大利亚宪政史上的作用也微乎其微:90。

### “宗教”的定义
判断第一百一十六条是否适用时，澳大利亚法院需要考虑寻求宪法保护的信仰是否属于“宗教”:1209。对于这个问题，目前澳大利亚各级法院遵循高等法院1983年对“新信仰教会诉维多利亚州工资税专员案”的裁决先例。该院在裁决中认为山达基的教义习俗虽然“含糊而费解”，但仍然属于宗教。法院在得出这一结论的过程中指出，宗教的定义虽然应该灵活多样，但对其教义习俗中的虚假要求仍然要保持清醒。:1209大法官梅师贤和布仁立在判决中称：
……宗教的标准有两方面：首先，相信某种超自然的神鬼、事物或原则；其次，受这种信仰影响而接受教规对行为的约束:1209。
相比之下，大法官罗纳德·威尔逊（Ronald Wilson）和威廉·帕特里克·迪恩对宗教的定义更为严格，共定下五条标准，除相信超自然的鬼神、事物外，还需抱持“宇宙中人类的本性和立场”相关理念，坚持所有抱持同等理念者奉行的行为准则或教义，即便没有正式组织，也要有可确认存在的信众团体，还需考虑信徒对宗教是什么的见解:1209–1210:145。

### “建立国教”
澳大利亚法院对第一百一十六条中禁止建立国教的条款解读同样倾于狭义，目前各级法院遵循的判决先例是1981年高等法院裁决的“维多利亚州总检察长诉联邦案”，该院认为，联邦政府资助宗教办学之举并没有违反第一百一十六条:143–145。首席大法官加菲尔德·巴威克（Garfield Barwick）认为，除非某项法律的“唯一目的”就是将某种宗教确立为国教，否则就不会违反第一百一十六条的禁令，大法官哈里·吉布斯（Harry Gibbs）则认为，第一百一十六条的第一部分只是禁止联邦政府把某个宗教正式定为国教。法院多数意见方每位大法官对第一百一十六条的解读，都比美国法院对宪法中相应内容的解读更狭义。高等法院在裁决中指出，美国宪法禁止法律偏向宗教（即政教分离），而第一百一十六条则是禁止“建立国教”，所以澳大利亚联邦法律只要对所有宗教一视同仁就不会违宪，宪法禁止的也只是立法将特定宗教奉为国教。:143–144高等法院对“建立国教”条款的解释很大程度上同宪法学者约翰·奎克和罗伯特·加兰（Robert Garran）1901年的看法相同，两人都认为这一条款旨在禁止联邦政府“建立并承认国教，或给予某个教会特殊礼遇、头衔和特许，但却拒绝给予其他教会同等待遇”:158。

### “禁止信教自由”
澳大利亚高等法院对“禁止信教自由”条款给予狭义解读:1217–1218。1912年，该院对“克莱格诉威廉姆斯案”作出裁决:1217–1218，认为个人不能以宗教信仰为由拒服兵役。法院认为，第一百一十六条只是确保信教自由不受政府干预，并不允许个人仅因宗教信仰同服兵役冲突而从法律上否决义务兵役制。1929年，高等法院法官希金斯在另一个案件的裁决中指出，个人以宗教信仰为由拒绝强制投票并不违法:1218。但到了1943年，高等法院再度遵循“克莱格诉威廉姆斯案”裁决中的狭义解读，认为澳大利亚联邦政府通过战时政策将耶和华见证人教会阿德莱德分会解散并将其财产充公的做法并不违宪。该分会秉持的其中一项信仰认为澳大利亚联邦政府是“撒旦的机关”，联邦政府也已宣布该分会是“有损联邦防御”的组织。高等法院首席大法官约翰·莱瑟姆（John Latham）认为，联邦宪法允许法院“在宗教自由和有序政府间调解”。:1218–1223
1997年，澳大利亚高等法院对克鲁格诉联邦案（Kruger v Commonwealth，又名“失窃的一代案”）作出裁决，认为联邦政府1918年将澳大利亚原住民孩童强制同家人分离的法律并不违宪。法院称，政府颁布该法的目的并不是禁止信教自由，只是在实际执行中可能有同等效果。:1223–1224宗教和法律学者彼得·艾奇（Peter Edge）据此认定，联邦宪法第一百一十六条只是不允许政府以禁止信教自由为立法宗旨，只要法律的字面表述没有这一倾向，即使有禁止信教自由的实际效果也不会违宪。大法官玛丽·高德隆（Mary Gaudron）在裁决中认为，第一百一十六条并不赋予任何个人权利，称：
（第一百一十六条）……只是限制联邦的立法权。并非从形式上对个人权利提供宪法保障……宪法中已明确各州可以制订法律克减人们的这种权利，所以依此判断宪法保障个人宗教自由是毫无道理的:1227。

## 评论
澳大利亚联邦宪法于1901年生效时，奎克和加兰都认为第一百一十六条纯属多余，因为宪法第五十一条并未授权议会立法建立国教或禁止信教自由。1963年，克利福德·潘南在著作中评价，宪法第一百一十六条基本没有实用价值。在他看来，除非高等法院认定这条对澳大利亚各州政府制订的法律同样，其中规定才有可能起重要作用。
当代宪政学者乔治·威廉斯（George Williams）对澳大利亚高等法院仅从字面含义解读包括第一百一十六条在内的各项宪法条文颇有微辞，称法院把“宪法变成公民自由的荒原”。在他看来，第一百一十六条是宪法“保障个人自由的一种表述”，应该从更广义的角度解读，确保“立法和行政权的恣意行使”不致凌驾于个人自由之上:90。学者贡萨洛·维拉尔塔·普格（Gonzalo Villalta Puig）和史蒂芬·都德（Steven Tudor）都曾呼吁高等法院扩大第一百一十六条的保护范畴，承认其中隐含对思想自由和良知的保护。在他们看来，大多数澳大利亚人都“相信宪法就像保护其它公民和政治自由一样保护思想自由和良知”，这无疑是正确的，高等法院也应该把这种信念落到实处。普格和都德还称，法院承认宪法隐含权利已有先例，高等法院曾在1992年的“澳大利亚首都电视控股有限公司诉联邦案”（Australian Capital Television Pty Ltd v Commonwealth）裁决中认定宪法保障政治通讯自由。:66
但是，约书亚·普尔斯（Joshua Puls）认为高等法院对第一百一十六条的解读并无不妥，条文中的规定理应受到适当限制，在政教之间建立刚性“分离之墙”并不可取，美国对宗教的宪法保护已经变得过度政治化:160。学者珍妮弗·克拉克（Jennifer Clarke）、帕特里克·基泽（Patrick Keyzer）和詹姆斯·斯特里奥斯（James Stellios）也认为，高等法院对条文的狭义解读符合制宪先辈的原始意图，他们从未打算用这条作为个人权利的保护伞:1227。凯文·布克（Kevin Booker）和亚瑟·格拉斯（Arthur Glass）也称，第一百一十六条只有“象征性的价值”。两人同样支持高等法院对这一条及其它宪法条款的解读，称“高等法院同能遵从宪法规定行事”。

## 公投
1944和1988年，澳大利亚联邦政府先后两次提议举行公投，决定是否扩展联邦宪法第一百一十六条的效力范围。1944年，约翰·柯廷率领工党政府向澳大利亚公众提出人称“十四项权力公投”的一系列措施。这些措施的主要目的在于扩大联邦政府立法权，促进战后重建，并且所有新增的权力会在五年后失效。工党提出的其中一项措施就是将第一百一十六条的效力范围延伸到各州。公众需对全部十四项措施统一表决，不能针对各单项分别表态支持或反对。澳大利亚律政部长、工党人士H·V·伊瓦特向民众呼吁，宗教自由是“民主整体思路的根本”，欧洲独裁者对公民权利的压制表明，澳大利亚需要从宪法高度给予宗教自由强有力的保障。以罗伯特·孟席斯为首的联盟反对党呼吁民众反对这一系列举措。澳大利亚国家党当时是联盟中的小字辈，该党领导人阿瑟·法登宣称，投票支持工党的政策等于同意政府实行“社会化政策”。最终的公投结果对工党不利，全国范围的支持票比例仅有46%，并且支持率过半的只有南澳大利亚州和西澳大利亚州。一次性表决多个存在争议的提案是公投未获通过的其中一项重要原因，支持其中部分举措、反对其它提案的选民无法分别表态，所以只能全部反对。
1988年，鲍勃·霍克领导的工党政府再度提出公投提案，选民需回答四个问题，其中最后一个问题要求修改第一百一十六条及其它宪法“权利和自由”，联盟依然反对提案，并且还是有多个存在争议的提案捆绑在一起，需要选民一次性表决，例如“扩大陪审团审判的权利，扩大宗教自由，确保私有财产被任何政府充作公用时给予公平赔偿”等，有关第一百一十六条的提案则要求将其生效范围扩大到各州，并且任何政府法案（不单是议会法案）都不能“建立国教”或“禁止信教自由”:160。部分教会领导人担心这会导致政府资助教会办学变得非法，所以反对工党提案。这次公投同样以失败告终，并且每个州支持提案的选民都在少数。全国范围内的投反对票的选民占70%，支持率仅30%，是澳大利亚历史上公投过的所有宪法修正草案中反对比例最高的一次:252。乔治·威廉斯认为，这次公投以惨败告终主要是因为没有两党的一致支持，特别是联盟资深政治家彼得·瑞思（Peter Reith）的坚定反对立场起到决定性的作用。威廉斯还指出，澳大利亚选民历史上很少会愿意在公投中支持修宪，全部44次修改宪法的提议中仅有8次最终通过:84。